# ケッペンの気候区分
| Af Am Aw |  | BWh BWk BSh BSk |  | Csa Csb Csc |  | Cwa Cwb Cwc |  | Cfa Cfb Cfc |  | Dsa Dsb Dsc Dsd |  | Dwa Dwb Dwc Dwd |  | Dfa Dfb Dfc Dfd |  | ET EF |

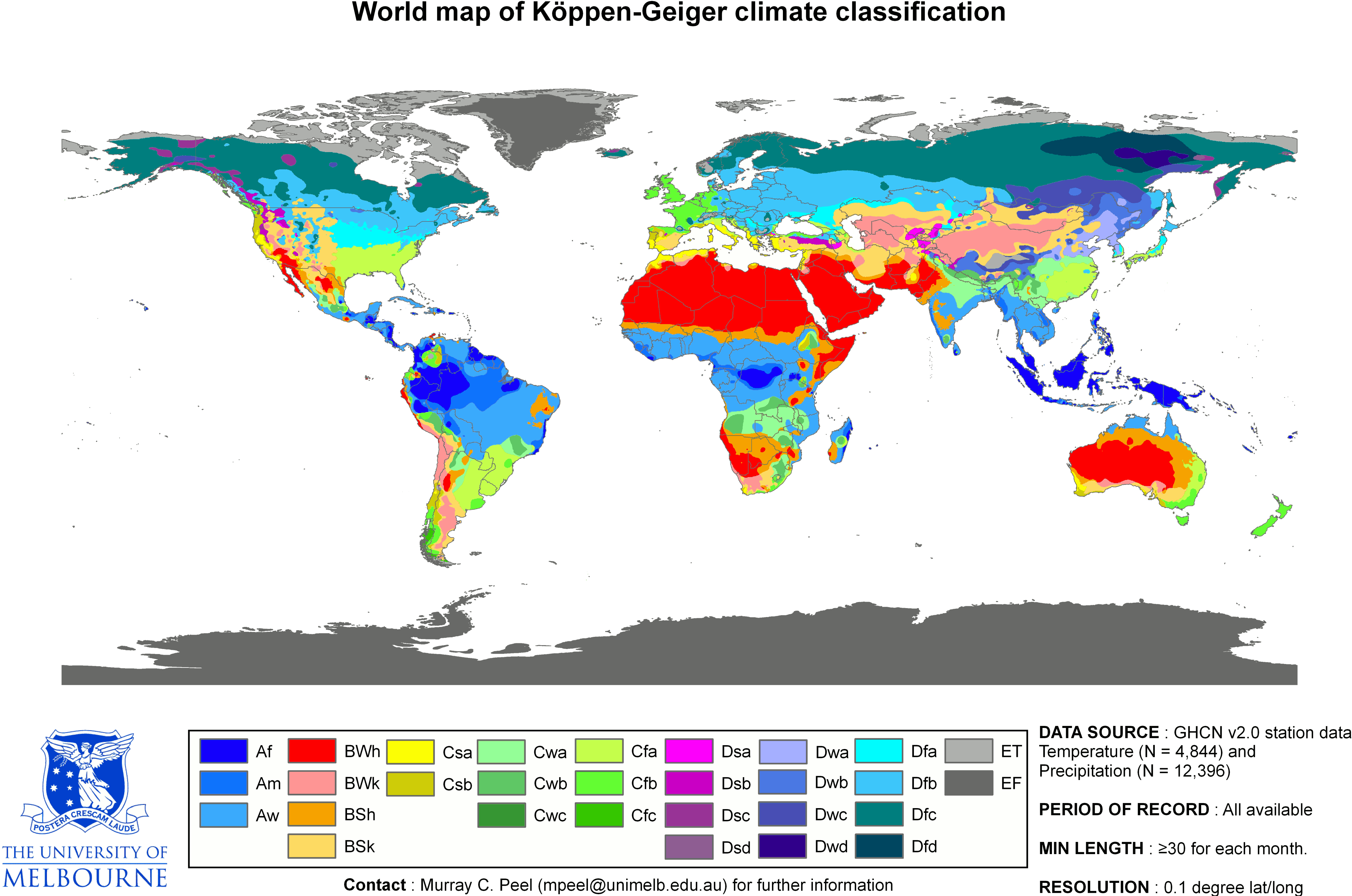
ケッペン-ガイガー気候区分図（2007年更新版）

ケッペンの気候区分（ケッペンのきこうくぶん、独: Köppen-Geiger Klassifikation、英:  Köppen climate classification）は、ドイツの気候学者ウラジミール・ペーター・ケッペンが、植生分布に注目して考案した気候区分である。

## 特徴
この気候区分は植生に基づいたものであり、気温と降水量の2変数から気候区分を決定でき、特別なデータを必要としない。長所として、気候分類の簡便さ、景観の特徴の反映性の高さが挙げられる。だが、短所として、経験的気候区分ゆえ気候の成因とは無関係であること、小気候の分類には向かないことが挙げられる。

## 歴史
1884年に発表した論文では、季節ごとの温度分布を測定点ごとに示した単純なものであった。1900年に気候区分を拡張した。そして1918年に今日知られている区分とほぼ同じ区分を公表した。この時点ではAからEまでの気候区分が定められていた。1936年に最後の論文を公表した。現在は、トレワーサなどによりH（高山気候）を追加するなどの補正が加わっている。

## 気候型の判定法
気候型を区分するには各月毎の平均気温と降水量のデータがあればよい。気温を折れ線、降水量を棒グラフで示した雨温図や、縦軸に気温、横軸に降水量をとった座標上に各月のデータをプロットしたハイサーグラフから読み取るのが便利である。

### 気候帯
| 樹木気候 | 寒帯（E）   | 無樹木気候 |
| 樹木気候 | 亜寒帯（D） | 無樹木気候 |
| 樹木気候 | 温帯（C）   | 無樹木気候 |
| 樹木気候 | 乾燥帯（B） | 無樹木気候 |
| 樹木気候 | 熱帯（A）   | 無樹木気候 |

5つの気候帯があり、低緯度から順に（赤道から極地に向け）A - Eと符号が付けられている。なお、樹木が存在する地域の気候（A・C・D気候）は樹木気候、樹木が存在しない地域の気候（B・E気候）を無樹木気候という。

#### 寒帯（E）の判定
無樹木気候のうち、寒冷が原因である地域に相当し、最暖月平均気温が10°C未満の場合に寒帯となる。最寒月平均気温、降水量は考慮しない。

#### 乾燥帯（B）の判定
無樹木気候のうち、乾燥が原因である地域に相当する。寒帯ではない地域において、年降水量が乾燥限界値に達しているかどうかで判定する。
乾燥限界値は年降水量・年平均気温・降水型で決定され、以下の式で表される（ただし{\displaystyle r}は乾燥限界値[mm]、{\displaystyle t}は年平均気温[°C]）。
- 年中多雨の場合（f型）：{\displaystyle r=20(t+7)}
- 冬に乾燥の場合（w型）：{\displaystyle r=20(t+14)}
- 夏に乾燥の場合（s型）：{\displaystyle r=20t}

年降水量が乾燥限界値に達しない場合は乾燥帯となる。計算式の違いは季節ごとの水分の蒸発量を考慮したもので、夏季は水分がすぐ蒸発するため乾燥限界を大きくして調整をはかっている。

#### 樹木気候（A/C/D）の区別
樹木気候については、主に温度の違いをもとに熱帯（A）、温帯（C）、亜寒帯（D）に分類する。
- A（熱帯） - 最寒月平均気温が18°C以上[7]（ヤシが生育できる）。
- C（温帯） - 最寒月平均気温が0℃（−3°C）以上18°C未満、最暖月平均気温が10°C以上[7]（冬季の積雪は根雪にならないが、ヤシが生育するほどでもない）。
- D（亜寒帯） - 最寒月平均気温が0°C（-3°C）未満、最暖月平均気温が10°C以上[7]（冬季の積雪は根雪になるが、樹木は生育できる）。

※注記：トレワーサによる修正区分や、本ページの地図に使用されているM・C・ピールらの更新版「Updated world map of the Köppen-Geiger climate classification」などでは、C/D境界が0°Cに変更されている。D気候は南半球にはほとんど分布しないが、C/D境界が0℃になると若干、分布域が増える。

#### 高山気候（H）
高山気候（H）もしくは山地気候（G）が区別されることがあるが降水量や気温から判別されるものではなく、ケッペンは設定しておらず、後年になって作られたものである。

### 気候区
気候帯はそれぞれいくつかの気候区にさらに分類される。気候区の判定基準は樹木気候、寒帯、乾燥帯のそれぞれで異なるが樹木気候の3つの気候帯ではまったく同じではないものの、よく似ている。

#### 樹木気候（A/C/D）の気候区
A、C、Dの気候区は以下のようになるがA（熱帯）とC（温帯）・D（亜寒帯）では基準値が異なる。

##### 熱帯（A）の気候区
- f - Feucht（湿潤）- 最少雨月降水量が60mm以上[11]。
- m - Mittelform（中間）- 最少雨月降水量が60mm未満かつ（100-0.04×年平均降水量）mmを超える[11]。
- w - Wintertrocken（冬に乾燥）- 最少雨月降水量60mm未満かつ（100-0.04×年平均降水量）mm以下[11]。

##### 温帯（C）の気候区
- w（冬季乾燥/夏雨） - 最多雨月が夏にあり、10×最少雨月降水量≦最多雨月降水量[11]。
- s（夏季乾燥/冬雨） - 最多雨月が冬にあり、3×最少雨月降水量≦最多雨月降水量かつ最少雨月降水量が30mm未満[11]。
- f（年中湿潤/年平均降雨） - wとsのどちらでもない[11]。

それぞれ、最暖月平均気温によってさらに細分される。
- a - 最暖月が22°C以上[11]。
- b - 最暖月が22°C未満かつ月平均気温10°C以上の月が4か月以上[疑問点 – ノート][11]。
- c - 最暖月が22°C未満かつ月平均気温10°C以上の月が3か月以下[疑問点 – ノート][11]。

##### 亜寒帯（D）の気候区
- w（冬季乾燥/夏雨） - 最多雨月が夏にあり、10×最少雨月降水量≦最多雨月降水量[11]。
- s（夏季乾燥/冬雨） - 最多雨月が冬にあり、3×最少雨月降水量≦最多雨月降水量かつ最少雨月降水量が30mm未満[11]。
- f（年中湿潤/年平均降雨） - wとsのどちらでもない[11]。

それぞれ、最暖月平均気温によってさらに細分される（a, b, cについてはC気候と共通）。
- a - 最暖月が22°C以上[11]。
- b - 最暖月が22°C未満かつ月平均気温10°C以上の月が4か月以上[疑問点 – ノート][11]
- c - 最暖月が22°C未満かつ月平均気温10°C以上の月が3か月以下[疑問点 – ノート][11]
- d - 最暖月が22°C未満かつ月平均気温10°C以上の月が3か月以下[疑問点 – ノート]かつ最寒月が-38°C未満[11]

なおトレワーサは亜寒帯をまず最暖月平均気温によりa - dに分け、それをw/s/fに分けた。
- Da、Db（湿潤大陸性気候｜大陸性混合林気候=Dfa、Dfb、Dwa、Dwb、Dsa、Dsb）
- Dc、Dd（亜寒帯気候｜針葉樹林気候=Dfc、Dfd、Dwc、Dwd、Dsc、Dsd）

#### 乾燥帯（B）の気候区
- BW（砂漠気候） - 年降水量が乾燥限界の半分未満[11]
- BS（ステップ気候） - 年降水量が乾燥限界の半分以上で、乾燥限界に達しない[11]

WはWüste（砂漠）、SはSteppe（ステップ）の頭文字。
年平均気温によってさらに細分される。
- h - 年平均気温が18°C以上[11]
- k - 年平均気温が18°C未満[11]

hはheiß（暑い）、kはkalt（寒い）の頭文字。

#### 寒帯（E）の気候区
- ET（ツンドラ気候） - 最暖月平均気温が0°C以上10°C未満[11]（夏の間だけコケなどの地衣類が生育する）
- EF（氷雪気候） - 最暖月平均気温が0°C未満[11]（植物の生育はない）

TはTundre（ツンドラ）、FはFroste（氷点下）の頭文字。

## 気候型と植生等
上の記号の組み合わせにより、以下の組み合わせができる。太字は、その気候を観測している気象庁の観測所が、日本国内に存在することを表す。
- A（熱帯）
  - Af（熱帯雨林気候）
  - Am（熱帯季節風気候または熱帯モンスーン気候）
  - Aw（サバナ気候）
- B（乾燥帯）
  - BWh、BWk（砂漠気候）
  - BSh、BSk（ステップ気候）
- C（温帯）
  - Cfa（温暖湿潤気候）
  - Cfb、Cfc（西岸海洋性気候）
  - Cwa、Cwb、Cwc（温暖冬季少雨気候）
  - Csa、Csb、Csc（地中海性気候）
- D（亜寒帯）
  - Dfa、Dfb、Dfc、Dfd（亜寒帯湿潤気候）
  - Dwa、Dwb、Dwc、Dwd（亜寒帯冬季少雨気候）
  - Dsa、Dsb、Dsc、Dsd（高地地中海性気候）
- E（寒帯）
  - ET（ツンドラ気候）
  - EF（氷雪気候）
- H（高山気候）
  - HGのみ（高山気候）

## 日本国内の分布
日本は寒帯、亜寒帯、温帯、熱帯まで幅広く分布するが、関東地方以南の大部分が温暖湿潤気候である。
北海道のほぼ全域、東北地方の内陸部、北関東の高原、長野県や飛騨地方などの中央高地は亜寒帯湿潤気候または湿潤大陸性気候に分類される。
大陸の東岸に隣接するため、冬は大陸の季節風の影響を受け、大陸性気候の地域は日平均気温が氷点下の月が数か月続き、冷え込みが厳しい。
夏は太平洋高気圧による南東風が優勢となり、日本列島全体が高温多湿となる。
北海道の大雪山、本州の富士山など、ごく一部の高山の山頂付近が寒帯・ツンドラ気候に分類される。
東京都と沖縄県の離島は、最南端がそれぞれサバナ気候、熱帯雨林気候の北限に掛かっている。
ケッペンの気候区分は、世界を基準にしているため、日本国内において西岸海洋性気候に分類される地域でもヨーロッパのそれとは大きく異なるなど、日本の地域毎の気候の差異を示すにはあまり適していない。そのため、日本独自の気候区分を設けている。一例として下記がある。
- 太平洋側気候
- 日本海側気候
- 中央高地式気候
- 瀬戸内海式気候
- 南日本気候

## 気候図

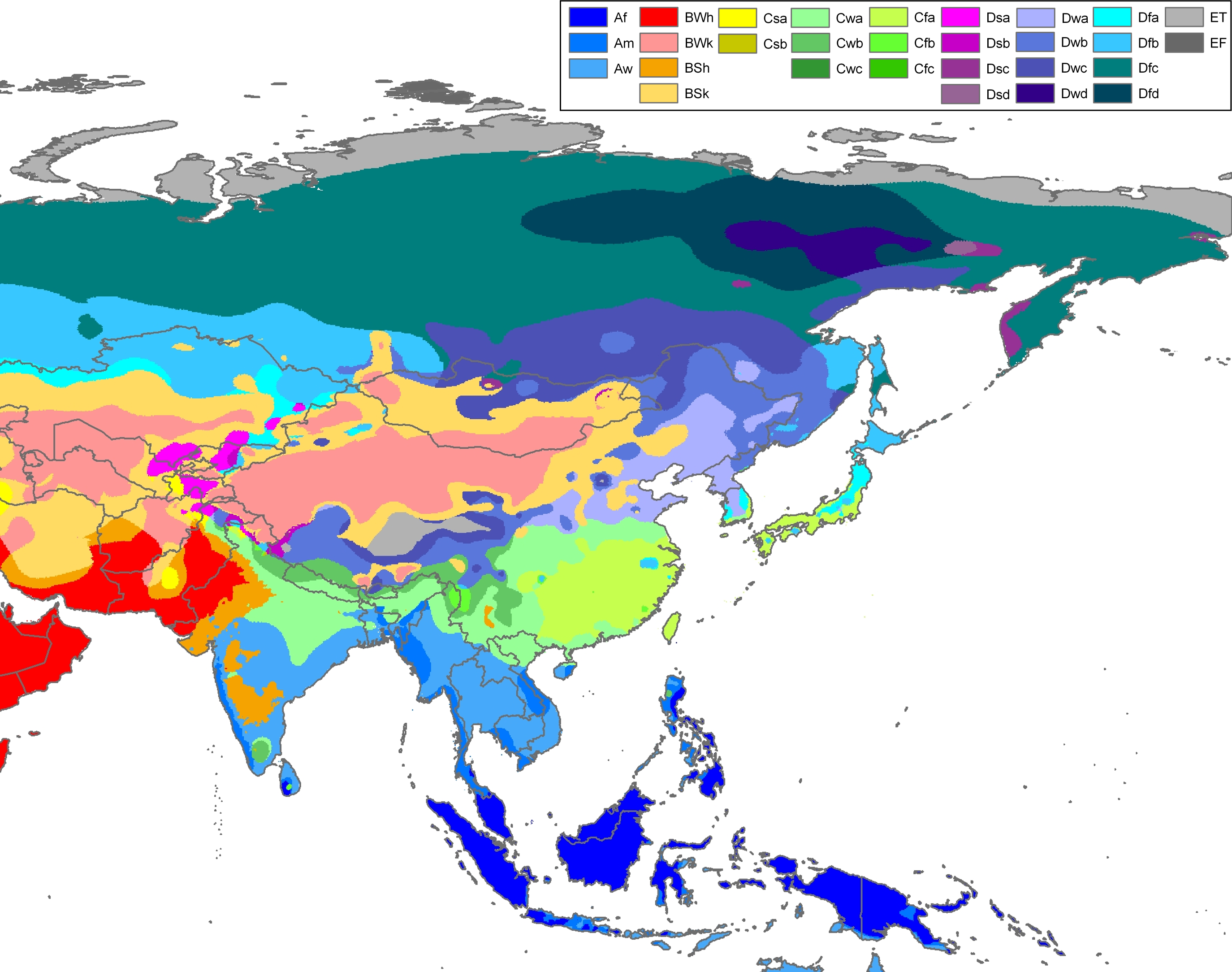
アジアのケッペンの気候区分
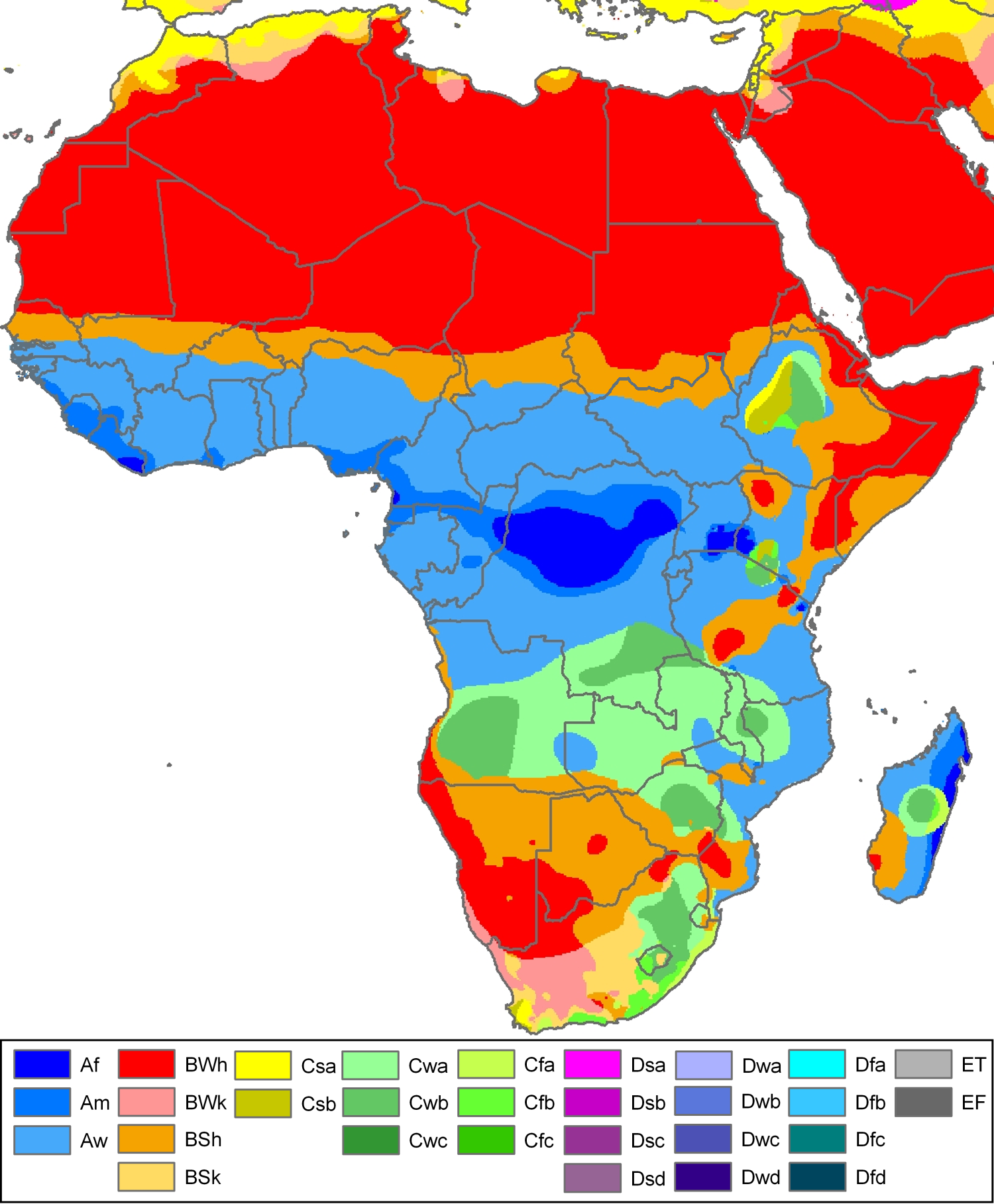
アフリカのケッペンの気候区分
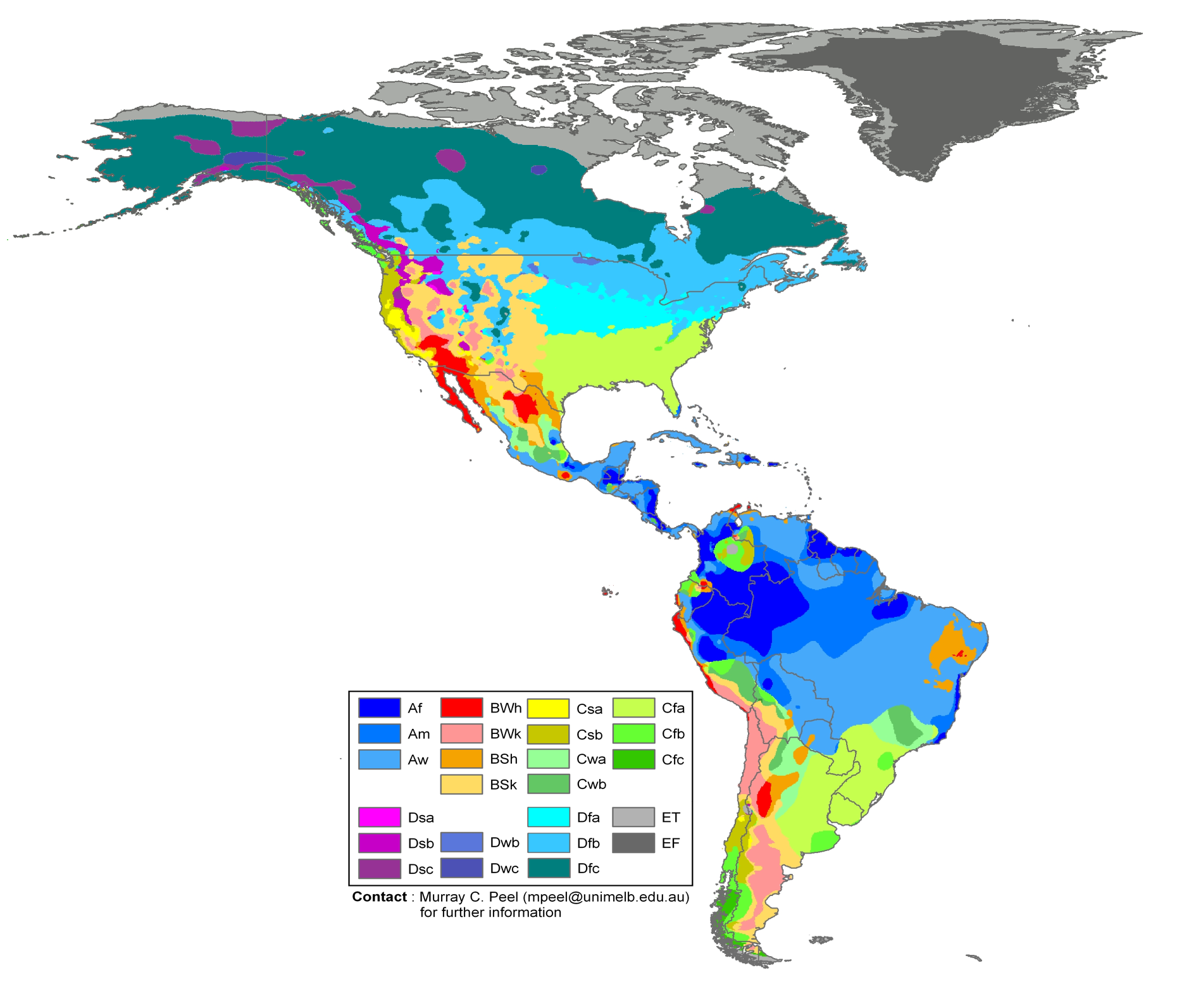
アメリカのケッペンの気候区分
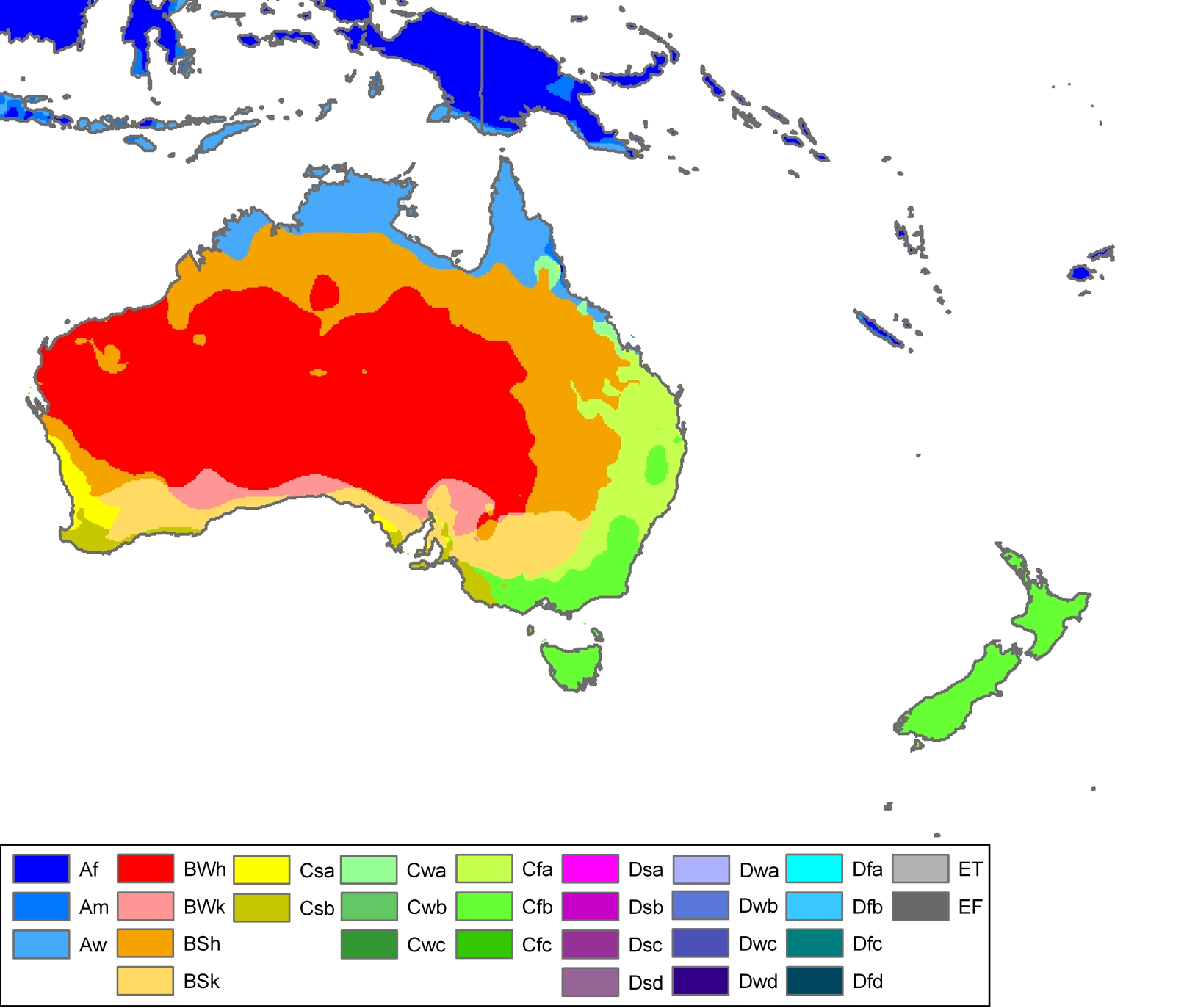
オセアニアのケッペンの気候区分
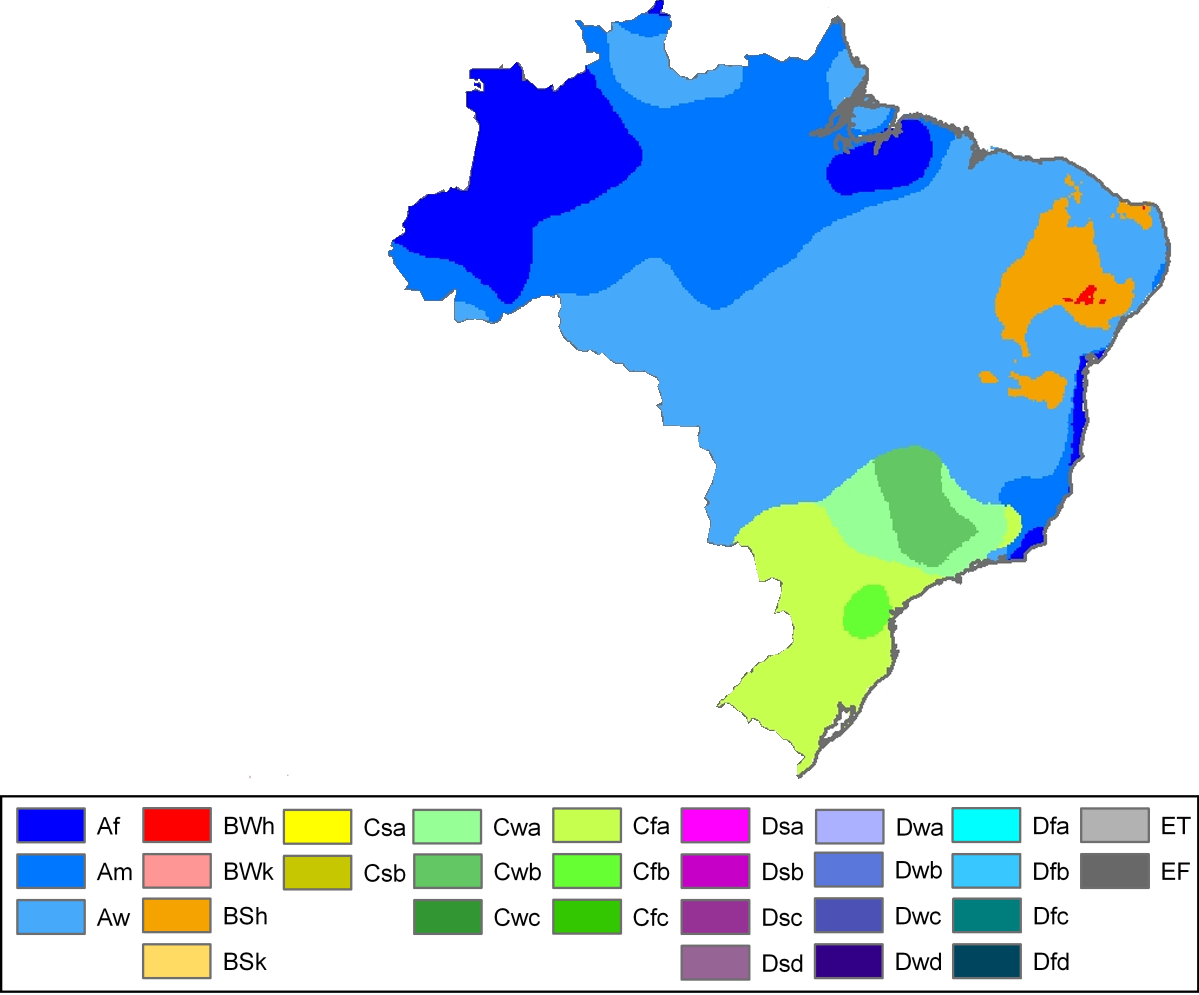
ブラジルのケッペンの気候区分
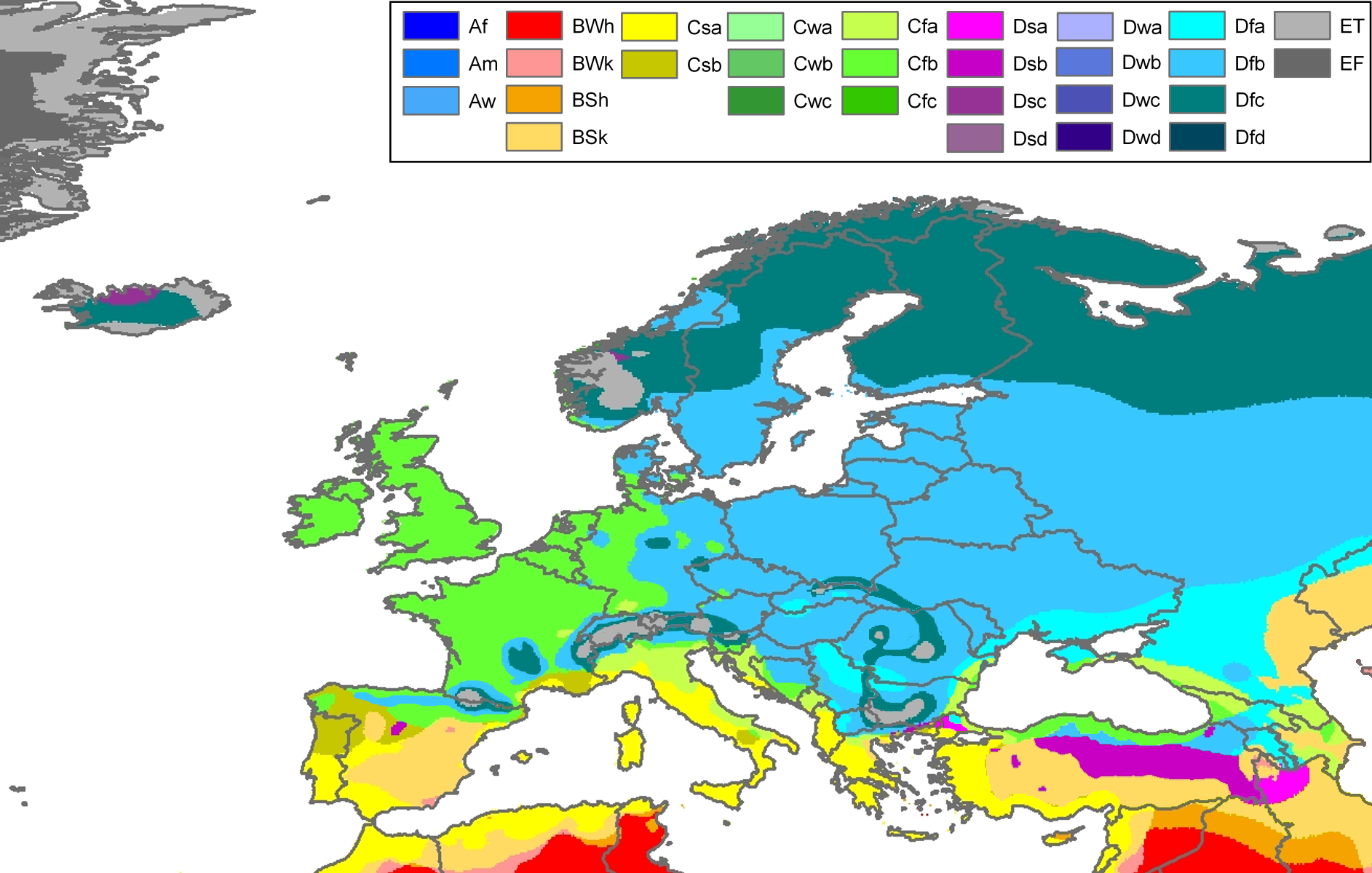
ヨーロッパのケッペンの気候区分
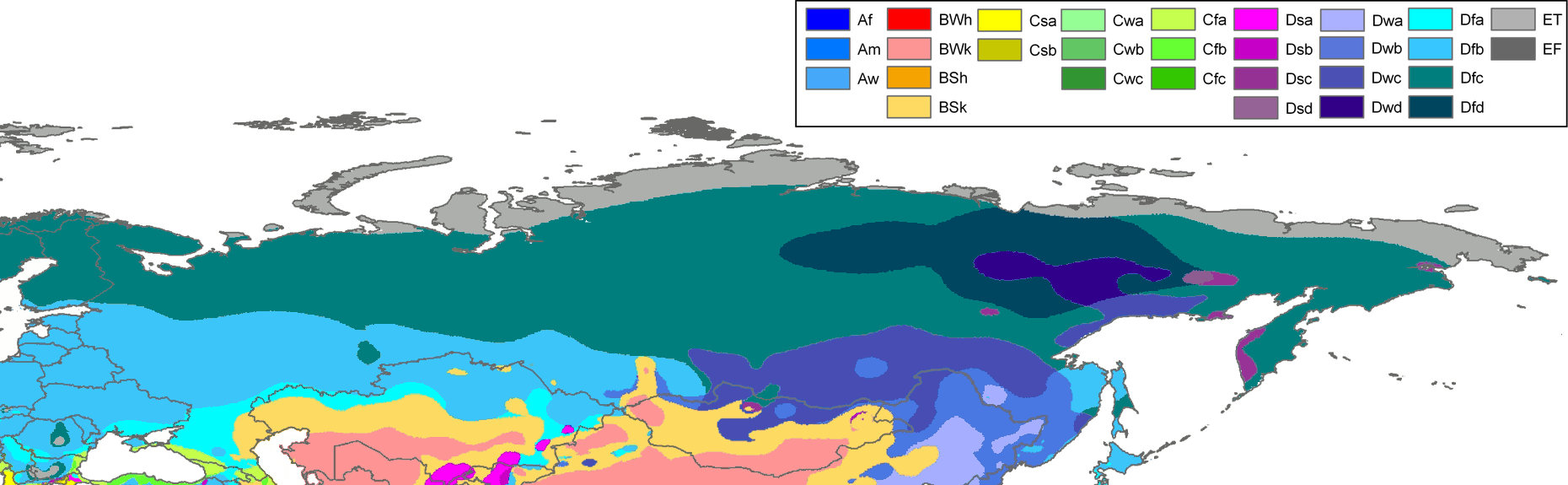
ロシアのケッペンの気候区分
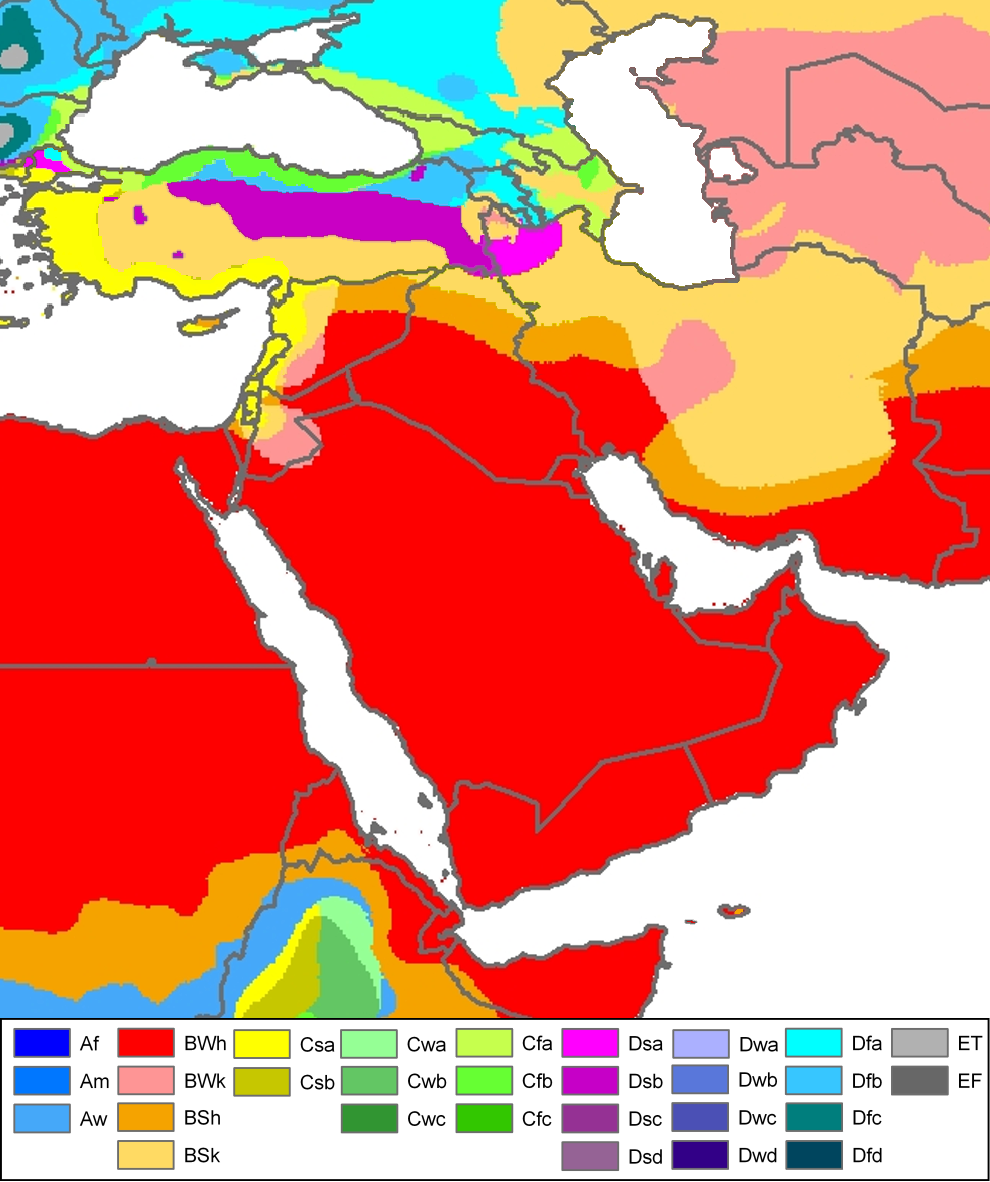
中東のケッペンの気候区分
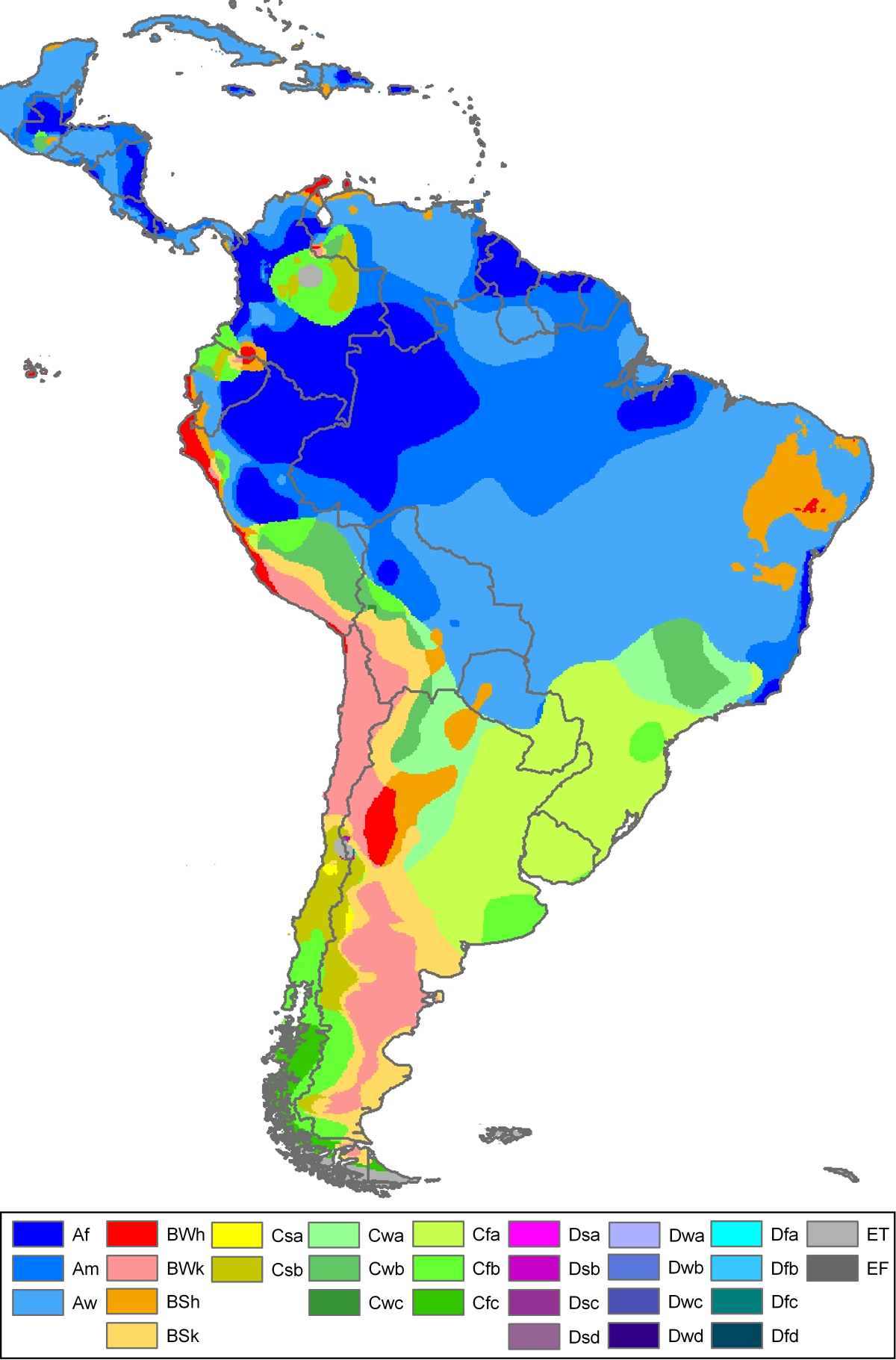
南米のケッペンの気候区分
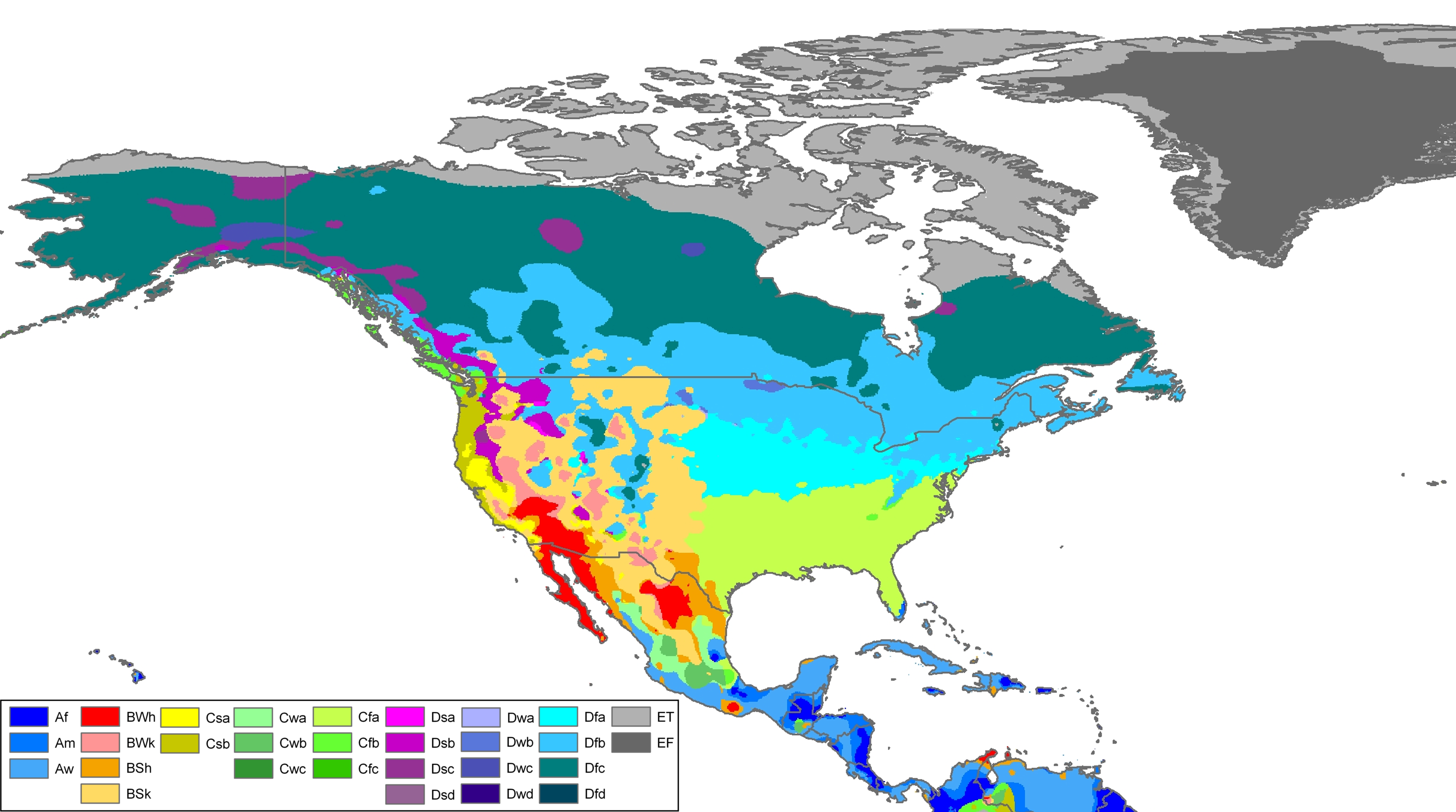
北米のケッペンの気候区分
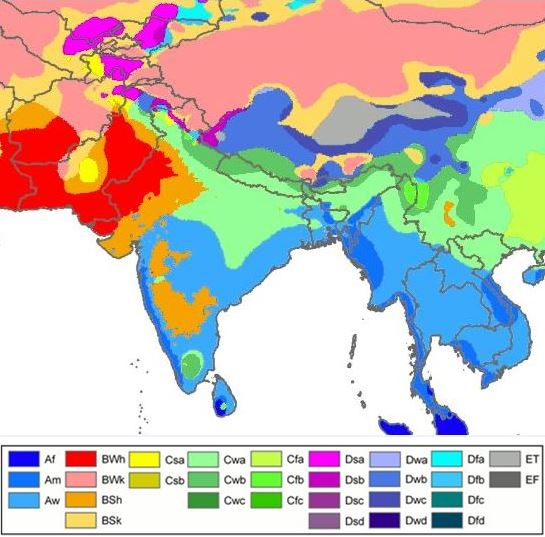
南アジアのケッペンの気候区分

## 評価
実際の気候をよく反映した気候区分であることが高評価の理由であり、2017年時点でも著名な気候区分の1つとなっている。また農業・文化の地域差の説明にも利用されている。